# Edo
 Ovo je glavno značenje pojma Edo. Za druga značenja pogledajte Edo (razdvojba).
Edo (današnji Tokio) je ime nekad nevažnog ribarskog grada (luke), koji je 1603. pod šogunom Ieyasua Tokugawe (1543. – 1616.) proglašen glavnim gradom šogunata. Službeni glavni grad i careva rezidencija (praktički tada bez vlade) je bio i dalje Kyoto. Zato je doba u kojem su vladali šoguni Tokugawa dobilo ime Edo-period (1603. – 1867.).
Car Mutsuhito (Meiji-period) proglasio je Edo kao službeni glavni grad i preimenovao ga 1868. u Tokyo (prevedeno istočni glavni grad).